# Drosophila mediobandes
Drosophila mediobandes este o specie de muște din genul Drosophila, familia Drosophilidae, descrisă de Dwivedi și Gupta în anul 1980. Conform Catalogue of Life specia Drosophila mediobandes nu are subspecii cunoscute.